# رابرت ایزرائیل
رابرت ایزرائیل (انگلیسی: Robert Israel؛ زادهٔ ۱ ژانویهٔ ۱۹۶۳) نوازنده پیانو، موسیقی‌دان، آهنگساز و رهبر ارکستر اهل ایالات متحده آمریکا است.
وی در زمینهٔ ساخت موسیقی فیلم در فیلم صامت فعالیت داشت و پا جای پای بزرگانی چون گیلورد کارتر و آرتور کلاینر گذاشت.
از فیلم‌هایی که وی در آن‌ها نقش داشته است، می‌توان به در میان حاضران اشاره نمود.